# L'Ulisse del 2000 (singolo)
L'Ulisse del 2000 è un singolo del cantautore italiano Carlo Zannetti, pubblicato il 2 giugno 2016

## Descrizione
Il disco è stato pubblicato dall'etichetta discografica Tunecore. Il brano è una riedizione della prima traccia dell'omonimo album pubblicato in vinile nel 1997 dall'etichetta discografica Venus di Milano.

## Tracce
1. L'Ulisse del 2000 – 6:28 (Carlo Zannetti)